# Кречетниковы
Кречетниковы — русский  графский и  дворянский род, столбового дворянства происходящий из Новгорода.
Пётр Семёнович, Гридня, Семён и Пётр Есиповичи Кречетниковы, новгородцы, владели в Воцкой пятине поместьями, которые в 1476 году были отписаны на Государя.
Род Кречетниковых был внесён в VI часть родословной книги Московской губернии.

## Известные представители
- Кречетников Семён - упоминается в синодике Ивана Грозного (1534-1584).
- Кречетников Роман Иванович - становщик в Казанском походе (1544).
- Кречетников Лука Иванович - поддатень у рынды меньшего саадака в Казанском походе (1544).
- Кречетниковы: Василий и Фёдор Ивановичи - подъезчики в Шведском походе (1549).
- Кречетников Яков Васильевич - стряпчий (1658-1676), московский дворянин (1681), стольник (1688-1692).
- Кречетников Фёдор Яковлевич - есаул в Крымском походе (1686).
- Кречетников Василий Васильевич (умер в 1661), - московский дворянин (1629-1658), воевода в Уржуме (1636-1637)[3]. Его сыновья и внуки служили стольниками и стряпчими.
- Кречентиков Семён Яковлевич - стольник царицы Прасковьи Фёдоровны (1686-1692).
- Кречетниковы: Фёдор Васильевич, Фёдор Яковлевич, Иван Дмитриевич - стольники (1692)[4].
- Никита Семёнович - назначен обер-прокурором, но не успел вступить в должность, затем служил президентом ревизион-коллегии (1741).
- Михаил Никитич (1729—1793) генерал, устроитель подмосковной усадьбы Михайловское, возведен (1793) в графское достоинство; умер бездетным.
- Пётр Никитич (1727 — после 1800), генерал-майор, устроитель усадьбы Богородское.

## Описание гербов

#### Герб Кречетниковых 1785 г.
В Гербовнике Анисима Титовича Князева 1785 года имеется изображение трёх печатей с гербами представителей рода Кречетниковых:
1. Герб сенатора (1785), генерал-аншефа (1790), кавалера ордена Святого Андрея (1792), графа с 06 мая 1793 года Михаила Никитича Кречетникова:  золотое поле щита на орденской звезде, разделено вертикально на две части, из коих в правой части, произростает зелёное дерево, а в левой части серебряный полумесяц рогами вправо. Щит увенчан коронованным дворянским шлемом без шейного клейнода. Нашлемник: согнутая рука в латах с мечом. Вокруг щита орденская лента с тремя орденскими крестами. Намёт отсутствует.
2. Герб бригадира (1794), генерал-майора (умер после 1800), женатого на Анне Яковлевне Сытиной Петра Никитича Кречетникова: щит разделён вертикально на две части, из коих в правой части, в серебряном поле, произростает зелёное дерево, а в левой части, в золотом поле, изображен серебряный полумесяц рогами вправо. Щит увенчан дворянской короной (дворянский шлем и намёт отсутствуют). Нашлемник: согнутая рука в латах с мечом. Щитодержатель: с левой стороны воин с копьём в левой руке, остриём вверх. Вокруг щита военная арматура в виде: знамён, пушки, сабли. Вокруг щита орденская лента с тремя орденскими крестами.
3. Герб Петра Никитича Кречетникова: щит, на орденской звезде, разделён вертикально на две части, из коих в правой части, в серебряном поле, произростает зелёное дерево, а в левой части, в золотом поле, серебряный полумесяц рогами вправо. Щит увенчан дворянской короной (дворянский шлем и намёт отсутствуют). Нашлемник: согнутая рука в латах с мечом. Вокруг щита орденская лента с двумя орденскими крестами[5].

#### Герб. Часть II. № 90.
Щит разделённый горизонтально на две части, имеет верхнюю часть малую, а нижнюю часть пространную, из коих в первой изображена в красном поле Рука в серебряные Латы облечённая с поднятым вверх Мечем. В нижней части в правом серебряном поле Пальмовое дерево натурального цвета; в левом голубом поле серебряный Полумесяц рогами в правую сторону обращённый.
Щит увенчан обыкновенным дворянским шлемом с дворянскою на нем короною, на поверхности которой видна выходящая Рука в щите означенная. Намёт на щите голубого и красного цвета, подложен серебром. Герб рода Кречетниковых внесён в Часть 2 Общего гербовника дворянских родов Всероссийской империи, стр. 90.